# Берёзко, Михаил Павлович
Михаил Павлович Берёзко (настоящая фамилия — Фрайман; 5 марта 1921, Скородное — 30 декабря 1992) — советский и белорусский сценарист, Участник ВОВ. Заслуженный деятель искусств Белорусской ССР (1974).

## Биография
Родился 5 марта 1921 года в Скородное, Ельский район, Гомельская область, БССР, СССР.
В 1938—1939 годах работал ответственным секретарем редакции «Последних известий» Ельского районного радиокомитета.
В 1941 году с началом Великой Отечественной войны добровольцем вступил в Московское ополчение, но у него было выявлено какое-то заболевание и поэтому в том же году он был освобождён от исполнения воинской обязанности. Награждён Орденом Красной Звезды и рядом медалей.
В том же году поступил на сценарный факультет ВГИКа, который он окончил в 1943 году.
В послевоенные году вступил в штат Свердловской киностудии на должность старшего редактора сценарного отдела.
С 1948 года — в штате киностудии «Беларусьфильм» на должности старшего редактора и члена сценарно-редакционной коллегии. Член КПСС с 1949 год.
Автор сценариев более чем 50 документальных и научно-популярных фильмов, а также сценариев трёх художественных фильмов.
Скончался 30 декабря 1992 года.

## Фильмография
Сосценарист художественных фильмов:
- 1959 — Любовью надо дорожить
- 1977 — Чёрная берёза
- 1984 — Последний шаг